# Rolls-Royce Gem 42-1
Le Rolls-Royce Gem 42-1 est un turbomoteur développé spécifiquement pour l'hélicoptère Westland Lynx dans les années 1970. Le design a commencé au Havilland Aircraft Company (d'où le nom commençant par « G ») et a été passé à Bristol Siddeley comme le BS.360. Lorsque Rolls-Royce Limited a acheté ce dernier en 1966, il est devenu le RS.360.1.

## Design et développement
La configuration du moteur à trois arbres de la Gem est assez inhabituelle pour les turbomoteurs/turbopropulseurs. L'arrangement de base est un compresseur axial à quatre étages (basse pression), commandé par une turbine LP monophasée, suralimentée par un compresseur centrifuge haute pression, entraîné par une turbine haute pression monophasée. La puissance est fournie à la charge via un troisième arbre relié à une turbine à deux étages (puissance). Une chambre de combustion à flux inverse est présentée.
Le Gem 42 développe 1 000 chevaux au décollage, statique au niveau de la mer, ISA, mais le MCR (Maximum Contingency Rating) est de 1 120 chevaux.
Jusqu'à récemment, toutes les versions du Westland Lynx ont été alimentées par Gem. Cependant, depuis le rachat de l'Allison Engine Company par Rolls-Royce, cette dernière entreprise commercialise le LHTEC T800, plus moderne, développé conjointement avec Honeywell. La version civile, connue sous le nom de CTS800, alimente le Lynx.

## Applications
- Agusta A129 Mangusta
- Westland Lynx

## Moteurs
- East Midlands Aeropark[3]
- Midland Air Museum[4]
- The Helicopter Museum (Weston)[5]